# オプティオ
オプティオ（羅: optio）とは、ラテン語のoptāre（選択する）を語源にもつ古代ローマ軍の基幹戦闘単位であるケントゥリア（百人隊）の代理指揮官。日本語では一般に「百人副長」「百人隊長代理」「百卒長代理」などと訳される。複数形はoptiones。
英語のオプションなどの語源となった。「選択」「選択肢」「選択する自由」などのニュアンスを持つため、それらから派生して様々なものに名づけられており、日本においてはペンタックスのデジタルカメラブランド名に使用されている。